# Amidol
Amidol ou 2,4-diaminofenol é um composto orgânico cristalino incolor com a estrutura molecular C6H3(NH2)2OH. Seu sal de cloreto de hidrogênio (cloridrato) é usado como um desenvolvedor fotográfico. Foi introduzido como um agente de desenvolvimento para papéis fotográficos em 1892.